# Alice Balducci
Alice Balducci (* 11. September 1986) ist eine ehemalige italienische Tennisspielerin.

## Karriere
Balducci begann im Alter von zehn Jahren mit dem Tennissport und bevorzugte Hartplätze. Auf Turnieren des ITF Women’s Circuit gewann sie acht Einzel- und 22 Doppeltitel.
Sie spielte ihr bislang letztes Profiturnier im Februar 2018 und wird seit Oktober 2018 nicht mehr in den Weltranglisten geführt.
In der deutschen Tennis-Bundesliga trat sie 2009, 2010, 2011 und 2012 in der 2. Liga für den TC Augsburg Siebentisch, 2014 für die TGS Bieber Offenbach sowie für den TC Ludwigshafen, 2015, 2016 und 2017  in der 2. Liga und nach dem Aufstieg 2017 in der ersten Liga 2018 an.

## Turniersiege

### Einzel
| Nr. | Datum              | Turnier | Kategorie   | Belag | Finalgegnerin      | Ergebnis       |
| --- | ------------------ | ------- | ----------- | ----- | ------------------ | -------------- |
| 1.  | 1. Juli 2013       | Todi    | ITF $10.000 | Sand  | Ani Amiraghjan     | 6:4, 6:3       |
| 2.  | 22. Juli 2013      | Rimini  | ITF $10.000 | Sand  | Sabrina Santamaria | 6:2, 6:1       |
| 3.  | 23. September 2013 | Pula    | ITF $10.000 | Sand  | Claudia Giovine    | 6:2, 6:4       |
| 4.  | 24. März 2014      | Pula    | ITF $10.000 | Sand  | Estelle Cascino    | 6:3, 5:7, 6:3  |
| 5.  | 31. März 2014      | Pula    | ITF $10.000 | Sand  | Inés Ferrer Suárez | 6:76, 6:1, 6:0 |
| 6.  | 25. Juli 2015      | Viserba | ITF $10.000 | Sand  | Marina Shamayko    | 6:3, 6:2       |
| 7.  | 13. September 2015 | Pula    | ITF $10.000 | Sand  | Carla Touly        | 6:3, 6:2       |
| 8.  | 18. September 2016 | Pula    | ITF $10.000 | Sand  | Tess Sugnaux       | 6:4, 6:1       |

### Doppel
| Nr. | Datum              | Turnier                  | Kategorie   | Belag     | Partnerin              | Finalgegnerinnen                             | Ergebnis           |
| --- | ------------------ | ------------------------ | ----------- | --------- | ---------------------- | -------------------------------------------- | ------------------ |
| 1.  | 17. Oktober 2005   | Settimo San Pietro       | ITF $10.000 | Sand      | Nancy Rustignoli       | Simona Dobrá Renata Kučerková                | 6:2, 6:4           |
| 2.  | 4. Juni 2007       | Birkerød                 | ITF $10.000 | Sand      | Elena Pioppo           | Irina Kuzmina Zora Vlcková                   | 6:77, 6:2, 6:0     |
| 3.  | 9. Juli 2007       | Imola                    | ITF $10.000 | Sand      | Lisa Sabino            | Nicole Clerico Nadege Vergos                 | 6:1, 6:4           |
| 4.  | 3. August 2007     | Gardone Val Trompia      | ITF $10.000 | Sand      | Kildine Chevalier      | Anastasia Grymalska Walerija Sawinych        | 3:6, 7:65, 6:3     |
| 5.  | 21. Juli 2008      | Jesi                     | ITF $10.000 | Hartplatz | Federica Denti         | Giulia Bruzzone Aleksandra Markovic          | 6:4, 6:3           |
| 6.  | 17. August 2009    | Trecastagni              | ITF $10.000 | Hartplatz | Giulia Gasparri        | Lucia Cervera-Vazquez Paula Fondevila Castro | 7:5, 4:6, [10:8]   |
| 7.  | 26. April 2010     | Bournemouth              | ITF $10.000 | Sand      | Martina Caciotti       | Alexandra Cannizzaro Jessica Ren             | 6:4, 6:3           |
| 8.  | 31. Oktober 2010   | Vila Real Santo António  | ITF $10.000 | Sand      | Anastasia Grymalska    | Morgane Pons Alizé Tisset                    | 6:2, 6:3           |
| 9.  | 22. August 2011    | Bagnatica                | ITF $10.000 | Sand      | Benedetta Davato       | Stephanie Bengson Kirsten Flower             | 6:4, 6:78, [12:10] |
| 10. | 21. Juli 2012      | Imola                    | ITF $25.000 | Teppich   | Federica Di Sarra      | Tadeja Majerič Marina Melnikowa              | kampflos           |
| 11. | 1. Juli 2013       | Todi                     | ITF $10.000 | Sand      | Ani Amiraghjan         | Claudia Giovine Yuka Mori                    | 6:2, 6:3           |
| 12. | 17. August 2013    | Craiova                  | ITF $50.000 | Sand      | Katarzyna Kawa         | Diana Buzean Christina Shakovets             | 3:6, 7:63, [10:8]  |
| 13. | 5. April 2014      | Pula                     | ITF $10.000 | Sand      | Diana Enache           | Tatiana Búa Inés Ferrer Suárez               | 3:6, 6:1, [10:1]   |
| 14. | 8. August 2014     | Wien                     | ITF $10.000 | Sand      | Alice Savoretti        | Kristýna Hrabalová Tereza Janatová           | 7:5, 6:0           |
| 15. | 12. September 2014 | Santa Margherita di Pula | ITF $10.000 | Sand      | Angelica Moratelli     | Cristiana Ferrando Stefania Rubini           | 6:1, 6:4           |
| 16. | 19. September 2014 | Santa Margherita di Pula | ITF $10.000 | Sand      | Georgia Brescia        | Marie Benoît Kimberley Zimmermann            | 3:6, 6:0, [10:5]   |
| 17. | 29. November 2014  | Sousse                   | ITF $10.000 | Hartplatz | Martina Caregaro       | Barbara Bonić Oleksandra Korashvili          | 7:62, 6:4          |
| 18. | 3. Oktober 2015    | Santa Margherita di Pula | ITF $10.000 | Sand      | Martina Di Giuseppe    | Corinna Dentoni Anastasia Grymalska          | ohne Spiel         |
| 19. | 16. Oktober 2015   | Santa Margherita di Pula | ITF $10.000 | Sand      | Valentine Confalonieri | Deborah Kerfs Barbara Kötelesová             | 6:2, 6:4           |
| 20. | 15. April 2016     | Santa Margherita di Pula | ITF $10.000 | Sand      | Olga Parres Azcoitia   | Vanda Lukacs Kristína Schmiedlová            | 3:6, 6:2, [10:6]   |
| 21. | 19. Juni 2016      | Sassuolo                 | ITF $10.000 | Sand      | Deborah Chiesa         | Tatiana Pieri Lucrezia Stefanini             | 6:4, 6:2           |
| 22. | 8. April 2017      | Hammamet                 | ITF $15.000 | Sand      | Giorgia Marchetti      | Fernanda Brito Gaia Sanesi                   | 2:6, 6:3, [10:2]   |